# Ouzara
L'ouzara est l'une des deux juridictions — avec le Charaâ — habilitées à juger les affaires judiciaires en Tunisie pendant l'époque beylicale et le protectorat français. Elle ne concerne que les sujets musulmans tunisiens et non les israélites qui relèvent des tribunaux rabbiniques.

## Domaine de compétences
L'ouzara concerne toutes les affaires pénales, civiles et commerciales. Il n'est pas compétent pour toutes les affaires relevant de la loi et de la jurisprudence coranique.
Jusqu'en 1921, seul le bey de Tunis peut rendre la justice. Ce sont les victimes, leurs parents ou, à leur défaut, les caïds qui poursuivent la répression des crimes et des délits ; l'enquête est confiée à ces derniers. Ceux-ci, dans les provinces, et à Tunis le gouverneur ou férick, sont juges des affaires qui, tout en étant par leur nature de la compétence de l'ouzara, sont peu importantes mais toutes leurs décisions sont susceptibles d'appel. Les autres sont soumises au bey pour jugement.
Le châtiment n'est pas un exemple infligé dans l'intérêt général, à l'intention de moraliser ou d'effrayer la société ; il est une réparation, une satisfaction personnelle accordée à la victime ou à sa famille. C'est pourquoi, en matière criminelle, lorsque le coupable est condamné, ce sont les parents qui décident de la sentence, soit la mort, soit le paiement du prix du sang, c'est-à-dire une indemnité pécuniaire.

## Audience à l'ouzara en 1865
Armand de Flaux, alors en visite à Tunis en 1865, relate dans son livre La régence de Tunis au XIXe siècle une audience de Sadok Bey à laquelle il a assisté : 
« Le tribunal du bey fonctionne trois fois la semaine de dix heures à midi […] La salle de justice est grande, spacieuse et richement ornée. Le fond est taillé en rotonde dans le mur. C'est là qu'est établi le trône du juge. De vastes rideaux en brocart, qui se lèvent ou s'abaissent à volonté, séparent tour à tour le prince du public ou le mettent en contact avec lui.

La justice a besoin de s'entourer d'une certaine pompe. Le bey, se rendant à son tribunal, passe à travers une haie de châtrés, commandés par un Turc. Il est précédé d'un crieur qui l'annonce, et escorté des plus grands personnages de sa cour. À sa droite, sur des sièges moins élevés et moins élégants, se placent le bey du camp et d'autres princes de sa famille ; à gauche, le khaznadar et les ministres. Dans un cas critique, le bey peut consulter son entourage ; mais c'est lui seul qui rend l'arrêt. Le crieur qui précède le bey récite à voix haute les passages du Coran d'après lesquels le juge suprême est invité à chasser de son cœur toutes passions, toutes rancunes, à se montrer clément et impartial, et à ne pas oublier qu'il paraîtra à son tour devant Dieu, qui lui tiendra compte des jugements qu'il aura rendus. Les châtrés, le sabre au poing, se tiennent au pied du trône. Un d'eux, dès que la séance est ouverte, retire les pantoufles des pieds du bey [...] L'audience est publique ; le mendiant en haillons a la première place, quand il arrive devant l'aga de la Casbah ou l'imam de la mosquée de l'Olivier. Le plaignant est conduit par le maître des portes (bach bab ouad) et par un chaouch. Il expose sa cause le premier. L'accusé se défend, et l'écrivain public, qui joue le rôle du procureur impérial, et qui le plus souvent a préalablement entendu les parties, résume les débats, les éclaircit et donne son avis motivé. C'est après ses conclusions que le bey rend son arrêt […] La séance finie, le bey se retire avec le même cérémonial. »

## Exemples de jugements à l'époque beylicale
Le docteur Louis Frank nous a transmis quelques arrêts qui donnent une juste idée de la perspicacité et de la finesse du bey Hammouda Pacha :

### Affaire de la bourse
« Un Maure, ayant perdu sa bourse, la fit publier par le héraut dans les rues de Tunis. Celui qui l'avait trouvée vient aussitôt la rapporter ; mais le perdant, qui était un fripon, voyant qu'il avait affaire à un homme riche, refusa de la reprendre, sous le prétexte qu'elle ne contenait plus l'argent qu'il y avait déposé. La somme primitive, prétendait-il, avait été réduite de cent sequins à vingt-cinq. De là contestation et comparution devant le bey, Hammouda, fort embarrassé, demanda la bourse ; l'ayant en main, il se fit apporter cent sequins et essaya de les y introduire. Il ne put en faire entrer que cinquante. La friponnerie du plaignant était manifeste. Outre les coups de bâton de rigueur, il fut obligé de laisser son argent entre les mains de celui qui l'avait trouvé, en dédommagement de l'atteinte portée à son honneur. »

### Affaire du vol de bijoux
« Une autre fois, un joaillier de Tunis avait reçu de Constantinople dix bagues montées en rubis. Le soir, le joaillier les avait comptées et enfermées dans un secrétaire à double clef avant de se coucher. Le lendemain, il n'en avait plus trouvé que neuf. Le marchand n'avait avec lui que sa fille âgée de douze à treize ans et un vieux serviteur. Eux seuls avaient pu entrer dans l'appartement. Plainte est portée au bey qui ne savait que dire et que faire attendu que l'accusé avait été jusqu'à ce jour un brave homme dont la vie était irréprochable, et que l'accusateur était incapable de se plaindre faussement. Condamner sur un simple soupçon, c'était grave ; acquitter quand l'objet avait bien certainement disparu, c'était délicat. Le juge eut l'idée de faire donner cent coups de bâton à chacune des parties, par séries de cinquante. Le serviteur fut battu le premier. Quand le tour du maître vint, après quelques coups reçus, la petite fille vint en sanglotant remettre la bague qu'elle avait volée, la veille, dans un but de coquetterie. Le bey avait, à certain embarras, soupçonné l'enfant, et c'était pour lui faire avouer sa faute qu'il avait eu recours à ce stratagème. »

### Erreur judiciaire
« L'arrêt prononcé est de suite exécuté. Cette justice expéditive n'est pas sans inconvénients et donne lieu à des actes souvent très regrettables. M. Moynier, peintre du bey, m'a raconté le fait suivant qui a eu lieu sous Mohammed Bey et dont il a été témoin.

À La Marsa, à la porte du palais du prince, trois jeunes gens, pris de vin, après s'être bruyamment querellés, avaient terminé leur rixe à coups de fusil. L'un d'entre eux avait été grièvement blessé. Deux de ces tapageurs nocturnes qui avaient osé troubler le sommeil du souverain, pris sur le fait par les gardes, furent, au matin, conduits à sa barre. Le bey avait mal dormi, mal déjeuné, et se trouvait de plus sous le coup de sinistres préoccupations. Ces désordres d'ailleurs se reproduisaient trop fréquemment ; il fallait un exemple et cet exemple fut terrible. Les perturbateurs, couverts du sang d'un ami, furent, ab irato, condamnés à la peine de mort et, d'après l'usage, décapités immédiatement par les chaouchs. Le sang venait de couler, lorsqu'un des officiers du prince que le hasard avait, pendant la nuit, rendu témoin de la querelle, ignorant que la sentence venait d'être exécutée, intervint en faveur de ces malheureux, déclarant que le blessé, qui était absent, homme méchant, querelleur et débauché, avait été la cause de tout le mal, et que ses compagnons n'avaient eu que le tort de répondre à ses violences et ses provocations. Le bey se reprochait déjà ce jugement prononcé dans un moment d'humeur et d'emportement ; à ces révélations, ses regrets se changèrent en remords ; il déplorait la précipitation de ses gens, lorsque la porte s'ouvrit et que le bach bab ouad introduisit une veuve venant demander la justice des blessures faites à son enfant. Celui-ci, appuyé sur des béquilles, se traînant tant bien que mal, en gémissant, à la suite de sa mère. Le bey, regardant le plaignant d'un air sévère, lui reprocha d'être enclin à l'ivrognerie et à la paresse, d'être un rôdeur de nuit et d'avoir provoqué les scènes dont il avait été la victime ; il ajouta que les blessures qu'il avait reçues n'étaient pas un châtiment suffisant de sa faute ; qu'il avait été la cause de la mort de deux hommes moins coupables que lui et qu'il devait partager leur sort. Un instant après, sa tête, tombée sous le sabre d'un chaouch, était réunie à celle de ses infortunés compagnons.

La peine de mort, les galères à temps ou à vie, l'exil, les amendes et la bastonnade, tels sont les châtiments infligés aux coupables. La peine de mort varie d'après le rang du condamné. Les Turcs et les Coulouglis ont l'insigne honneur d'être étranglés avec une corde imbibée de savon. La chose se passe ordinairement dans l'une des salles basses de la kasbah de Tunis. Les Maures ont droit à être décapités avec le yatagan. Les hommes de la campagne, les étrangers et les petites gens des villes sont pendus […] Les soldats sont fusillés, et les juifs jusqu'en 1818 sont brûlés sur un bûcher, revêtus d'une chemise goudronnée. Aujourd'hui, ils sont pendus. »

## Réformes de l'ouzara
Afin d'assurer un minimum de cohésion entre les différents jugements, un « code civil et criminel » est promulgué en 1862 mais il est de peu de poids face à une justice du bey souveraine et sans appel et il tombe très vite en désuétude.
Dès l'instauration du protectorat français, le gouvernement réforme en profondeur l'organisation de l'ouzara. Il est maintenant divisé en deux sections, l'une civile, l'autre pénale. Cette dernière se subdivise également en deux sections criminelle et correctionnelle. Chaque affaire civile est instruite par un délégué du ministre qui conduit la procédure, arrête contradictoirement avec les parties leurs conclusions et présente un rapport (mahroud) au chef de la section. Celui-ci examine le rapport, le soumet au ministre de la Plume et au grand vizir qui donnent leur avis ; sur cet avis, le bey statue. Pour les affaires pénales, l'instruction est menée de même.
Les petits délits sont toujours jugés par les caïds mais ils n'ont plus le droit d'infliger des amendes ; ils ne peuvent condamner à plus de dix jours de prison ou de contrainte par corps, et toutes leurs décisions sont susceptibles d'appel devant l'ouzara.
En matière criminelle et correctionnelle, l'ouzara ne peut prononcer que la peine d'emprisonnement et celle des galères, à temps ou à perpétuité ; mais lorsqu'il estime que le crime commis entraîne pour le coupable la peine capitale, il soumet l'affaire au tribunal du Charaâ qui la prononce, s'il y a lieu, et renvoie à l'ouzara pour l'exécution.
Les condamnés à la prison subissent leur peine à Tunis. Ceux qui sont condamnés aux galères sont envoyés au bagne (Karaka) de La Goulette où ils sont enchaînés deux par deux. On les emploie au balayage des rues et places de la ville. Les condamnés à mort sont pendus. À partir du décret du 4 avril 1884, la durée de la peine infligée doit être déterminée au moment de la condamnation. Jusque-là, le condamné était en effet détenu sans limitation de durée et n'était relaxé que le jour où la volonté souveraine en décidait ainsi. De nombreuses prisons sont construites pour pouvoir séparer les détenus suivant leur peine.
Le décret du 18 mars 1896 modifie à nouveau cette organisation : tous les services judiciaires sont groupés sous une direction unique, confiée à un magistrat français qui prend le titre de directeur de la Justice. D'autre part, des tribunaux régionaux sont ouverts en 1896 à Sfax, Gabès et Gafsa, en 1897 à Kairouan et Sousse, en 1898 au Kef et en 1900 à Tunis. La justice y est rendue par délégation du bey, ce qui allège considérablement le service et hâte la solution des affaires. Le bey reste juge d'appel et conserve les affaires criminelles.
Le gouvernement finit par mettre fin à ce système archaïque où les pouvoirs judiciaires et exécutifs relèvent du bey, ce qui entraîne une confusion des pouvoirs très éloignée du système judiciaire français. D'après le décret du 26 avril 1921, l'ouzara et le Charaâ relèvent maintenant du ministère de la Justice nouvellement créé. Le bey renonce à ses attributions judiciaires et ne retient que le droit de grâce. Il est mis fin à l'ancien système d'après lequel, au criminel, les parents traduisaient eux-mêmes les coupables devant le tribunal et la culpabilité étant reconnue se réservaient le choix de la sentence, soit la mort, soit le paiement du prix du sang, c'est-à-dire une indemnité pécuniaire. Désormais, les parents ou héritiers ne défendent plus que leurs intérêts civils, l'accusation publique est soutenue par des « commissaires du gouvernement » qui constituent le parquet. Le magistrat français qui, en 1896, avait été détaché au service de la justice tunisienne à simple titre de contrôleur, conserve ses fonctions. Il est secondé auprès des tribunaux par des magistrats dits « commissaires du gouvernement » qui font également office de procureurs.
En complément de cette réforme, un code de procédure pénale est promulgué le 30 décembre 1921. D'autres codes avaient été promulgués auparavant : code des obligations et des contrats en 1906, code de procédure civile en 1910 et code pénal en 1913.
La chambre des requêtes de l'ouzara joue le rôle de tribunal de cassation qui est présidé de 1926 à 1947 par un magistrat français.

## Indépendance de la Tunisie
Moins de cinq mois après l'indépendance, le tribunal de l'ouzara est supprimé en même temps que le Charaâ par le décret du 3 août 1956. La justice tunisienne est alors unifiée suivant une organisation identique à l'organisation judiciaire française.